# 未濟卦

未濟卦

未濟卦，簡稱未濟，為六十四卦之中的第六十四卦。上卦是離卦，代表火，就是☲；下卦是坎卦，代表水，就是☵。所以，未濟卦就畫成䷿。為方便記住卦象，有個名叫火水未濟。

## 卦辭
亨，小狐汔濟，濡其尾，無攸利。
彖曰：未濟，亨﹔柔得中也。 小狐汔濟，未出中也。 濡其尾，無攸利；不續終也。 雖不當位，剛柔應也。
象曰：火在水上，未濟；君子以慎辨物居方。

## 爻辭
初六：濡其尾，吝。
九二：曳其輪，貞吉。
六三：未濟，征凶，利涉大川。
九四：貞吉，悔亡，震用伐鬼方，三年有賞於大國。
六五：貞吉，無悔，君子之光，有孚，吉。
上九：有孚於飲酒，無咎，濡其首，有孚失是。